# Cừu Lacaune

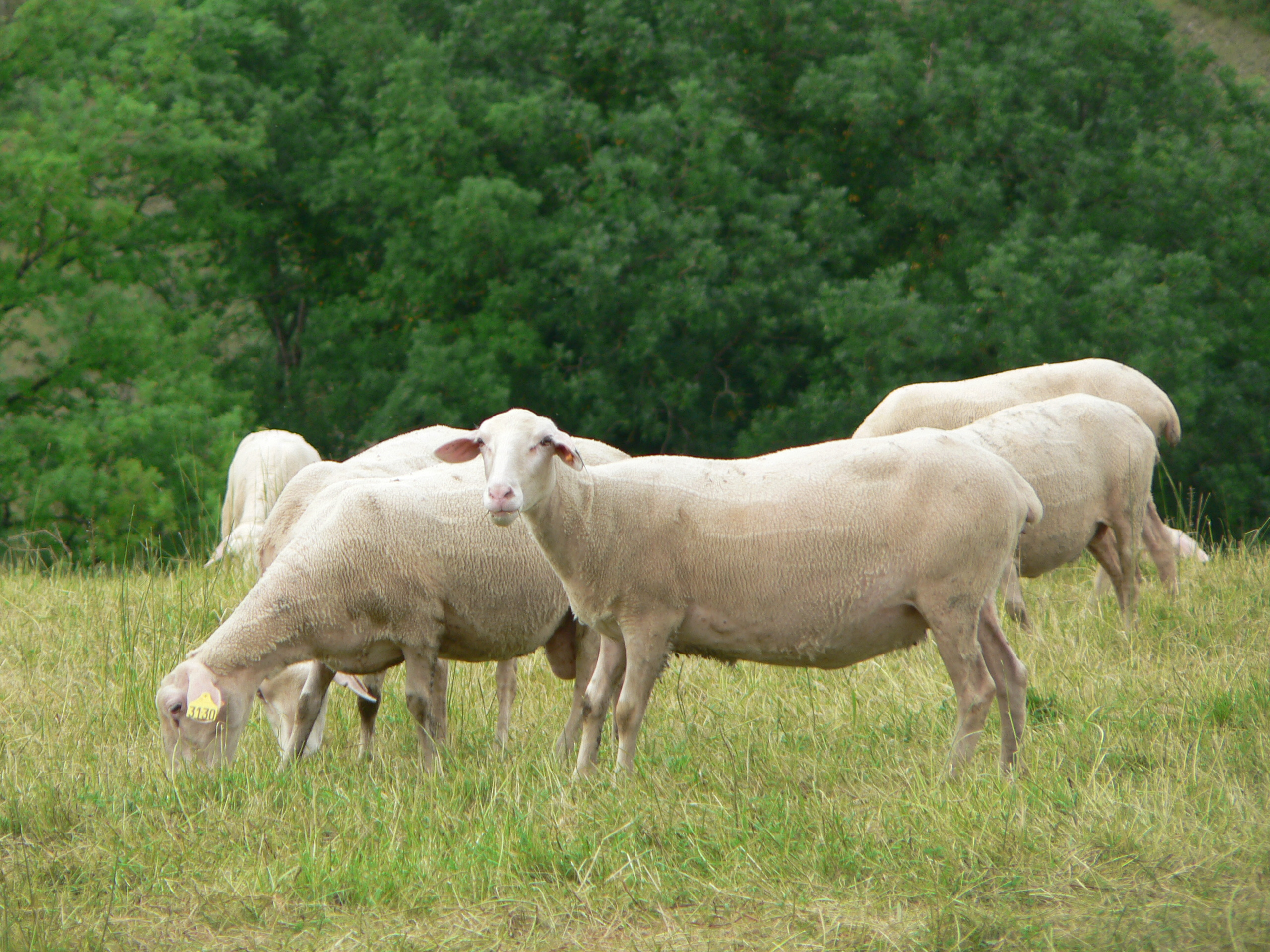
Cừu Lacaune

Cừu Lacaune là một giống cừu nhà có nguồn gốc từ cừu nhà gần vùng Lacaune ở miền nam nước Pháp. Cừu Lacaune là giống cừu sản xuất sữa cừu được sử dụng rộng rãi nhất ở Pháp, với dân số khoảng 800.000 con cừu cái. Đáng chú ý, đó là các giống chủ yếu được sử dụng trong việc sản xuất pho mát Roquefort tại Pháp. 

## Tổng quan
Cừu Lacaune đã được sử dụng như một con cừu vắt sữa ở Pháp trong một thời gian rất dài, nhưng vắt sữa không phải là phẩm chất nổi trội của giống cừu này cho đến gần đây. Vào cuối những năm 1960, sản lượng sữa trung bình mỗi con cừu đã được chỉ khoảng 70 lít trong thời gian con người vắt sữa (không bao gồm các giai đoạn cừu bú) mỗi năm. Đáng chú ý, vào cuối những năm 1990, sản lượng sữa đã tăng gấp bốn lần đến 280 lít mỗi năm. Cừu Lacaune tại là một trong những giống cho sữa năng suất cao nhất thế giới.
Đây là kết quả của một quy mô lớn, chương trình lựa chọn khắt khe bởi một cơ quan chính phủ Pháp đứng ra tổ chức và chọn lọc, trong đó bao gồm việc thụ tinh nhân tạo của một số triệu con cừu cái trong những năm qua, và một mảng rộng lớn của chính phủ hỗ trợ để ghi lại các hoạt động của các thế hệ con cháu trên nhiều trang trại với đối với sản lượng sữa và các kết quả khác; và cải thiện kiến thức về quản lý động vật và dinh dưỡng để sản xuất sữa cừu; và sự sẵn sàng của nhiều nông dân tham gia vào các chương trình và tận dụng lợi thế của những gì đã được học tập. Sự kết hợp của các yếu tố khác mang lại sự cải thiện đáng kể với tỷ lệ 6,3% mỗi năm trong sản lượng sữa trên cừu trong giống trong thời gian 30 năm. Sự thành công của các chương trình nhân giống quy mô lớn đã không dẫn đến sự tuyệt chủng của các giống mà thấp hơn sữa năng suất là Lacaune.

## Đặc điểm
Khối lượng cơ thể cho thấy số lượng sắc tố nhiều hơn và giá trị (L*) thấp hơn ở thịt cừu có khối lượng 28– 30 kg so với thịt cừu có khối lượng từ 23–25 kg giống cừu Lacaune thấy giá trị (L*) cao hơn ở thịt cừu giống cừu Rasa Aragonesa và cừu Lacha khối lượng lúc giết mổ 12 và 24 kg so với thịt cừu các giống này có khối lượng 36 kg. Hàm lượng sắc tố trong thịt cừu cai sữa cao hơn do hàm lượng sắt trong các khẩu phần cỏ và thức ăn tinh cao. Thịt cừu từ khẩu phần cỏ thẫm mầu hơn thịt nhóm ăn thức ăn tinh. Mầu của thịt có sắc tố khác nhau tùy theo giống cừu là giống cho thịt, cho sữa, lông hay kiêm dụng không thấy có sự khác biệt về hàm lượng sắc tố và L*, a* và b* của cơ Longissimus dorsi ở thịt xẻ (10–12 kg) của các giống cừu Rasa Aragonesa, cừu Lacaune và cừu German Merin.
Khối lượng cơ thể cho thấy số lượng sắc tố nhiều hơn và giá trị (L*) thấp hơn ở thịt cừu có khối lượng 28– 30 kg so với thịt cừu có khối lượng từ 23–25 kg giống cừu Rasa Aragonesa, cừu Lacaune và cừu Merino Đức thấy giá trị (L*) cao hơn ở thịt cừu giống Rasa Aragonesa và cừu Lacha khối lượng lúc giết mổ 12 và 24 kg so với thịt cừu các giống này có khối lượng 36 kg. Hàm lượng sắc tố trong thịt cừu cai sữa cao hơn do hàm lượng sắt trong các khẩu phần cỏ và thức ăn tinh cao. So sánh năng suất của cừu Turcana thuần và các con lai F1 (cừu Lacaune x cừu Turcana), khối lượng cừu đực lúc 3 tháng tuổi của cừu thuần Turcana và con lai F1 tương ứng là 22,47 và 23,46 kg. Tương tự như vậy khối lượng cừu cái của cừu thuần Turcana và con lai F1 tương ứng là 20,66 và 21,41 kg.

## Chăn nuôi

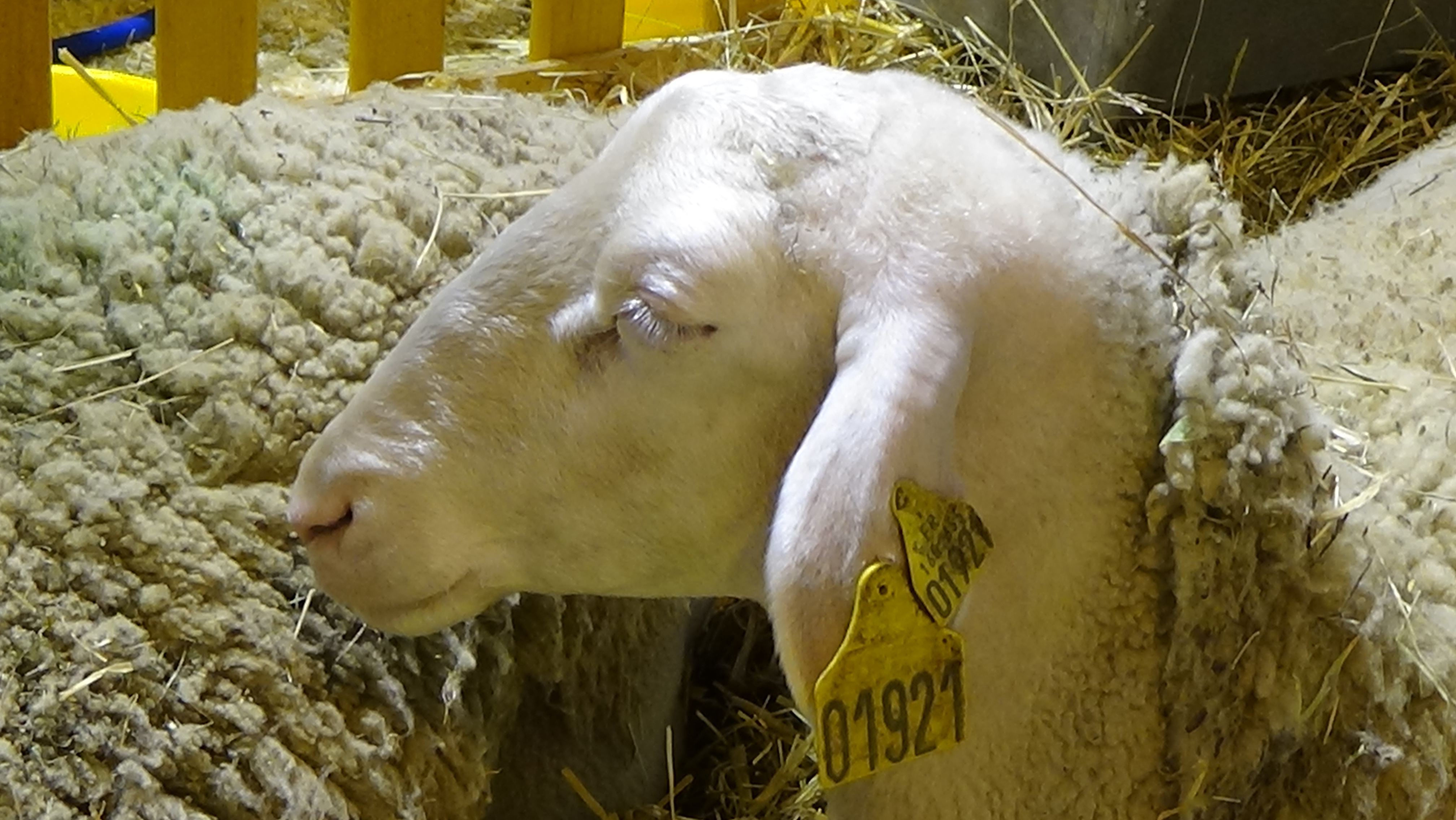

Chúng có tính bầy đàn cao nên dễ quản lý, chúng thường đi kiếm ăn theo đàn nên việc chăm sóc và quản lý rất thuận lợi. Chúng cũng là loài dễ nuôi, mau lớn, ít tốn công chăm sóc. So với chăn nuôi bò thì chúng là vật nuôi dễ tính hơn, thức ăn của chúng rất đa dạng, thức ăn của chúng là những loại không cạnh tranh với lương thực của người. Chúng là động vật có vú ăn rất nhiều cỏ. Hầu hết chúng gặm cỏ và ăn các loại cỏ khô khác, tránh các phần thực vật có gỗ nhiều. Chúng có chế độ hoạt động ban ngày, ăn từ sáng đến tối, thỉnh thoảng dừng lại để nghỉ ngơi và nhai lại. Đồng cỏ lý tưởng cho chúng như cỏ và cây họ Đậu. Khác với thức ăn gia súc, thức ăn chính của chúng trong mùa đông là cỏ khô.
Chúng là loài ăn tạp, có thể ăn được nhiều loại thức ăn bao gồm thức ăn thô xanh các loại như: rơm cỏ tươi, khô, rau, củ quả bầu bí các loại, phế phụ phẩm công nông nghiệp và các loại thức ăn tinh bổ sung như cám gạo ngũ cốc. Mỗi ngày chúng có thể ăn được một lượng thức ăn 15-20% thể trọng. Chúng cần một lượng thức ăn tính theo vật chất khô bằng 3,5% thể trọng. Với nhu cầu 65% vật chất khô từ thức ăn thô xanh (0,91 kg) và 35% vật chất khô từ thức ăn tinh (0,49 kg). Khi cho chúng ăn loại thức ăn thô xanh chứa 20% vật chất khô và thức ăn tinh chứa 90% vật chất khô.
Nguồn nước uống là nhu cầu cơ bản của chúng. Lượng nước cần cho chúng biến động theo mùa và loại và chất lượng thực phẩm mà chúng tiêu thụ. Khi chúng ăn nhiều trong các tháng đầu tiên và có mưa (kể cả sương, khi chúng ăn vào sáng sớm), chúng cần ít nước hơn. Khi chúng ăn nhiều cỏ khô thì chúng cần nhiều nước. Chúng cũng cần uống nước sạch, và có thể không uống nếu nước có tảo hoặc chất cặn. Trong một số khẩu phần ăn của chúng cũng bao gồm các khoáng chất, hoặc trộn với lượng ít.

## Chăm sóc
Sau khi cho phối giống 16-17 ngày mà không có biểu hiện động dục lại là có thể cừu đã có chửa, Căn cứ vào ngày phối giống để chuẩn bị đỡ đẻ cho cừu (thời gian mang thai của cừu 146-150 ngày) nhằm hạn chế cừu sơ sinh bị chết; Có thể bồi dưỡng thêm thức ăn tinh và rau cỏ non cho cừu có chửa nhưng tuyệt đối tránh thức ăn hôi mốc; Khi có dấu hiệu sắp đẻ (bầu vú căng, xuống sữa, sụt mông, âm hộ sưng to, dịch nhờn chảy ra, cào bới sàn…) nên nhốt ở chuồng riêng có lót ổ rơm và chăn dắt gần, tránh đồi dốc.
Thông thường cừu mẹ nằm đẻ nhưng cũng có trường hợp đứng đẻ, tốt nhất nên chuẩn bị đỡ đẻ cho cừu; Sau khi đẻ cừu mẹ tự liếm cho con. Tuy nhiên, vẫn phải lấy khăn sạch lau khô cho cừu con, nhất là ở miệng và mũi cho cừu con dễ thở. Lấy chỉ sạch buộc cuống rốn (cách rốn 4–5 cm), cắt cuống rốn cho cừu con và dùng cồn Iod để sát trùng; Giúp cừu con sơ sinh đứng dậy bú sữa đầu càng sớm càng tốt (vì trong sữa đầu có nhiều kháng thể tự nhiên); Đẻ xong cho cừu mẹ uống nước thoải mái (có pha đường 1% hoặc muối 0.5%).
Cừu con trong 10 ngày đầu sau khi đẻ cừu con bú sữa mẹ tự do; Từ 11-21 ngày tuổi cừu con bú mẹ 3 lần/ngày, nên tập cho cừu con ăn thêm thức ăn tinh và cỏ non, ngon; 80-90 ngày tuổi có thể cai sữa. Giai đoạn này phải có cỏ tươi non, ngon cho cừu con để kích thích bộ máy tiêu hóa phát triển (đặc biệt là dạ cỏ) và bù đắp lượng dinh dưỡng thiếu hụt do sữa mẹ cung cấp không đủ; Cừu sinh trưởng và phát triển nhanh, mạnh ở giai đoạn này.